# Диомед (Тракия)
Вижте пояснителната страница за други значения на Диомед.
Диомед (на старогръцки: Διομήδης, Diomedes) в древногръцката митология е цар на тракийското племе бистони. Властва над района в близост до по-късния град Абдера, свързан с легендите за неговите коне. Той е син на бога на войната Арес и на нимфата Кирена.

## Херкулес и свирепите коне
Според легендата за конете на цар Диомед, той отглежда, приучвайки ги да се хранят с човешко месо (и във вероятно хиперболизираното описание на тяхната диета те ядат - в зрялата си възраст - само това) 4 красиви и силни коня (според някои версии полът им е женски, според други - мъжки). Известни са под имената: Дин/Deinos (Ужасният), Лампон/Lampon (Блестящият), Подарг/Podargos (Бързият) и Ксант/Xanthos (Русият). Не е напълно изяснено дали конете са от някакъв див вид, хванати подивели/потомци на подивели, хибриди или обикновени домашни коне. Понеже Диомед има навика да убива пленниците си, като ги дава за храна на тези животни (или като смесва месото им с храната на животните), а той всъщност пленява всеки осмелил се да влезе в града му чужденец, а особено пък - ако идва с кораб - посещението на селището, откъм морето, се смята за равносилно на самоубийство.
Вземайки предвид ужасната опасност, на която го излага, Евристей, царят на Тиринт и Микена, праща своя роб Херкулес (когото се надява най-накрая да успее да погуби) да открадне и да му доведе свирепия добитък на трака. Това е осмата задача, която Херакъл изпълнява в негова полза (в съгласие с волята на богинята Хера) - част от прочутите Дванадесет подвига на Херкулес. Героят спира с кораба си, край бреговете на Диомедовите владения (при езерото Бистонида, на Беломорието) и се отправя с група воини към двореца, където съумява да се пребори със стражата му и да улови конете, но когато се опитват да ги отведат се оказва, че Диомед и хората му не са се отказали да ги преследват. Завеждат конете на кораба и Херакъл ги оставя под надзора на младежа Абдер, негов приятел, а вероятно - и любовник. После Херкулес се отправя да отблъсне враговете. В разразилата се битка, бойците на Херкулес излизат победители, а цар Диомед е пленен. Отново се на борда, героят е посрещнат с покрусяваща вест - Абдер е убит от конете (и според легендата - разкъсан и изяден от тях). За да си отмъсти, Херкулес предава самия им стопанин на кръвожадните добичета и така тракиецът намира смъртта си. Херакъл основа на това място град, наречен Абдера.
Според митологията, Диомед е и последният човек, изяден от тях, тъй като след това те губят агресивността си, спрямо хората (която в действителност може и да е идвала от начина по който са били гледани и всеки път провокирана допълнително лично от царя и да не се е изразявала в опити жертвите да бъдат изядени, а само изпохапани, наритани и стъпкани).
Така или иначе, когато Евристей получава конете, той ги пусна (според популярната версия) на свобода - в планините Ликеон/Ликейон (от гръцката дума за вълк) и там те са разкъсани от диви зверове. Също така е възможно и царят да ги е принесъл в жертва.

## Опитомяването на Буцефал
Същевременно конете, след отвеждането им в Микена, изглежда са имали потомство и за част от него се смята Буцефал, конят на Александър Македонски, който лично го опитомява или по-скоро - го укротява. Преди да стане негов, той принадлежи на баща му Филип, от когото го получава в резултат на облог. Понеже конят е много буен и изхвърля всички ездачи, които се опитват да го обяздят, Филип има намерение да го убие (или да се откаже от покупката му), но младият принц го помолва да му даде възможност и той да опита. С надеждата, това да бъде и краят на младежа (за когото Филип вярва, че е плод на прелюбодеянията на съпругата му Олимпиада, а тя самата - че го е заченала от Зевс, бога на гръмотевиците), царят му позволява и дори му обещава да му подари коня, ако успее.
Александър е установил, че всички онези, които са пробвали да усмирят животното са го правили насочвайки муцуната му по посока на Слънцето, а то се дразни от силната светлина (или са го поставяли по такъв начин, че той виждайки сянката си се стряска от нея), както и че са бързали час по-скоро да го яхнат, а когато се е съпротивлявал са го биели с камшик. Затова постъпва по обратния начин - насочва го така, че да стои на сянка и, след като дълго милва и храни коня за да свикне с него и да го възприема като приятелски настроен, го яхва съвсем спокойно и бавно и ласкаво го подкарва. Така че Филип се вижда принуден да му го отстъпи (или да му го купи) и впоследствие Буцефал е заедно с Александър в повечето от походите му (добичето загива по време на войната на Алексанър с индийския цар Пор).

## Галерия
- Херкулес и Диомед, Палацо Векио Флоренция, Италия; „The Labours of Hercules“, Vincenzo de’Rossi.[8]
- Херакъл успокоява конете на Диомед, Национален археологически музей Мадрид